# Матрикул
Матри́кул (устаревшая форма — Матрикула) (лат. matricula — список) — официальный перечень, список каких-либо лиц (дворянских родов, учащихся высшего учебного заведения, прихода католического храма и т. п.), сословий, доходов, а также документ, свидетельствующий о вхождении в подобный перечень.

## Студенческий матрикул
В Российской империи и некоторых зарубежных странах матрикул — свидетельство о зачислении в университет или иное высшее учебное заведение, служившее также зачетной книжкой, иногда пропуском в университет. В ряде вузов документ носил официальное, обозначенное на титульном листе название «Матрикул» или «Матрикул студента», в других случаях документ официально именовался по-иному, например, «запись студента», однако все подобные документы носили общеупотребительное название матрикулов. В разговорной речи слово «матрикул» сохранялось в значении «зачетная книжка» вплоть до середины XX века.
Студент, обладающий матрикулом, назывался в дореволюционной России матрикулованным, в отличие от вольнослушающего. Введение матрикулов в 1861 году привело к волнениям российского студенчества.

## Матрикулыостзейского дворянства
Списки дворян остзейских (прибалтийских) территорий. Лишь имматрикулированные, то есть внесенные в Матри́кул, дворяне обладали всеми дворянскими правами и привилегиями; так, только они могли избираться в орган остзейского самоуправления — ландтаг (сословное собрание дворян).

## Имперские матрикулы
Списки сословий Германской империи и их взносов в имперские учреждения, а также военных отрядов, которые они обязаны были предоставлять.

## Приходской матрикул
В католических храмах — список лиц церковного прихода, а также записи актов гражданского состояния и приходских доходов.
В Средние века матрикулом также назывался список бедных, которым церковь или монастырь оказывали помощь.

## Гербовый матрикул Республики Беларусь
В Белоруссии в 1994—2002 гг. гербовый матрикул — официальный геральдический реестр, в котором хранились изображения зарегистрированных гербов городов и административно-территориальных единиц Республики Беларусь, документы об их принятии и регистрации. В 1994—2002 гг. гербы городов и территорий подлежали обязательной регистрации в гербовом матрикуле, и лишь после получения свидетельства о регистрации могли использоваться в официальном порядке. В 2002 году Указом Президента Республики Беларусь утвержден иной порядок утверждения официальных геральдических символов. Был создан Геральдический совет при Президенте Республики Беларусь, в котором все разрабатываемые геральдические символы должны пройти обязательную геральдическую экспертизу, после чего издается Указ Главы государства об их учреждении. С 2002 года Постановление о гербовом матрикуле признано утратившим силу, а функции геральдического реестра стал выполнять Государственный геральдический регистр Республики Беларусь, в котором, помимо гербов, регистрируются ордена, медали, флаги и другие официальные геральдические символы.